# PARADOX (EXILEの曲)
「PARADOX」（パラドックス）は、EXILEの楽曲。2021年4月27日にrhythm zoneから通算51作目のシングルとして発売。

## 概要
前作「SUNSHINE」から4カ月ぶりのシングル。「SG+DVD」(初回生産限定盤 / フォトブック付 SPECIAL PACKAGE)、「SG+Blu-ray」(初回生産限定盤 / フォトブック付 SPECIAL PACKAGE)、「SG+DVD」、「SG+Blu-ray」、「SG 」 の全5形態 (スマプラ対応)で発売。初回生産限定SPECIAL PACKAGEには、表題曲のミュージックビデオに加え、「PARADOX」のレコーディング風景やミュージックビデオ撮影現場の裏側、ライブツアー「RISING SUN TO THE WORLD」開幕直前の裏側にも迫ったドキュメント映像(約40分)も収められる、初回生産限定盤に封入されるスマプラムービーにメンバーコメント「PARADOX EXILE Special Message」収録 、さらにフォトブック（56ページ）付き 。
カップリングには、「YELLOW HAPPINESS」や、同年9月にグループ加入15周年を迎えるメンバーのTAKAHIROが継続してEXILEの楽曲をカバーしてリリースしていくシリーズ「EXILE RESPECT」から「Lovers Again」も収録される。

## 背景とリリース
本作は、ATSUSHIのグループ活動勇退後、14人体制のシングルである。発売日は、メンバーの岩田剛典、白濱亜嵐、関口メンディー、世界、佐藤大樹がグループに加入し、第四章開幕から7周年を迎えた記念日である。表題曲はメンバーのEXILE TAKAHIROが作詞、EXILE SHOKICHIが作詞/作曲された楽曲である。
タイトル「PARADOX」には”逆説”という意味もがあり、20周年を迎えてもなお、新たに挑戦していくというメッセージが込められている。「0→1をMakin’」という歌詞もあり、14人体制となったEXILEが新たなエンターテイメントを創造するという強い決意がスタイリッシュに表現されている。 予測不能な世の中を駆け抜け、自らの手で未来を描いていこうという想いが込められた1曲。
今回のリリースについて、EXILE SHOKICHIより以下のコメントしている：
| 「 | 前作「RED PHOENIX」は力強さや勇ましさを楽曲で表現しましたが、今作「PARADOX」ではスタイリッシュで、洗練されたEXILEをお届けできれば思います。「PARADOX」には”逆説”という意味もあります。EXILEは20周年を迎えますが、それでもまた0から創り上げるという想いを込めた楽曲です。ぜひ楽しみにしていてください！ | 」 |

「YELLOW HAPPINESS」が同年3月24日、「PARADOX」が同年3月28日に先行配信された。また、「Lovers Again」が同年4月23日にYouTubeチャンネル「THE FIRST TAKE」にて披露され、同年4月24日に先行配信された。

## ミュージック・ビデオ
「PARADOX」のミュージック・ビデオは、2021年4月7日にYouTube上で公開された。ディレクターは小山巧。振り付けはs**t kingzのNOPPOが担当している。ミュージックビデオでは、前に進みながらパフォーマンスしているシーンがあり、「こういった状況の中でも前を向いて歩んでいこう」「前進し続けよう」という想いが込められている。ダンスパートなどでは、360度カメラを使用した映像も使用された。

## テレビ披露
| 日付           | 番組名                                   | 放送局     | 披露曲  | 出典   |
| -------------- | ---------------------------------------- | ---------- | ------- | ------ |
| 2021年4月10日  | HEY!HEY!NEO! MUSIC CHAMP                 | フジテレビ | PARADOX | [ 15 ] |
| 2021年4月19日  | CDTVライブ!ライブ!3時間スペシャル        | TBS系      | PARADOX | [ 16 ] |
| 2021年5月7日   | MUSIC STATION                            | テレビ朝日 | PARADOX | [ 17 ] |
| 2021年11月17日 | 日テレ系音楽の祭典ベストアーティスト2021 | 日本テレビ | PARADOX | [ 18 ] |

## メディアでの使用
PARADOX
Sky株式会社 CMソング 
YELLOW HAPPINESS
宝酒造「極上レモンサワー」CMソング
宝酒造「レモンサワーで日本を元気に!」プロジェクト テーマソング

## 収録曲
| #         | タイトル                                        | 作詞                           | 作曲                            | 編曲      | 時間  |
| --------- | ----------------------------------------------- | ------------------------------ | ------------------------------- | --------- | ----- |
| 1.        | 「PARADOX」                                     | TAKAHIRO、SHOKICHI、YVES&ADAMS | SKY BEATZ、CHRIS HOPE、SHOKICHI |           | 3:49  |
| 2.        | 「YELLOW HAPPINESS」                            | SHOKICHI                       | SKY BEATZ、CHRIS HOPE、SHOKICHI |           | 3:29  |
| 3.        | 「Lovers Again / EXILE TAKAHIRO」               | 松尾潔                         | Jin Nakamura                    | 遠山哲朗  | 4:40  |
| 4.        | 「PARADOX」(Instrumental)                       |                                | SKY BEATZ、CHRIS HOPE、SHOKICHI |           | 3:48  |
| 5.        | 「YELLOW HAPPINESS」(Instrumental)              |                                | SKY BEATZ、CHRIS HOPE、SHOKICHI |           | 3:29  |
| 6.        | 「Lovers Again / EXILE TAKAHIRO」(Instrumental) |                                | Jin Nakamura                    | 遠山哲朗  | 4:38  |
| 合計時間: | 合計時間:                                       | 合計時間:                      | 合計時間:                       | 合計時間: | 23:53 |

| #  | タイトル                                                                              | 作詞 | 作曲・編曲 | 監督   |
| -- | ------------------------------------------------------------------------------------- | ---- | ---------- | ------ |
| 1. | 「PARADOX」(Music Video)                                                              |      |            | 小山巧 |
| 2. | 「Behind The Scenes -PARADOX-」(初回生産限定盤SPECIAL PACKAGEのみ)                    |      |            |        |
| 3. | 「PARADOX EXILE Special Message」(初回生産限定盤SPECIAL PACKAGEスマプラムービーのみ ) |      |            |        |